# Fulrada
Fulrada is een geslacht van vlinders van de familie snuitmotten (Pyralidae), uit de onderfamilie Phycitinae.

## Soorten
- F. carpasella Schaus, 1923
- F. querna Dyar, 1914